# An Arabian Knight
An Arabian Knight er en amerikansk stumfilm fra 1920 af Charles Swickard.

## Medvirkende
- Sessue Hayakawa som Ahmed
- Lillian Hall som Elinor Wayne
- Jean Acker som Zorah
- Yvonne Pavis som Soada
- Elaine Inescourt som Cordelia Darwin